# Lista statuilor din Târgu Mureș
Mai jos este prezentată o listă a statuilor din municipiul Târgu Mureș:

## Primele statui
- Statuia lui Ignațiu de Loyola (1750), fațada Bisericii Sfântul Ioan Botezătorul
- Statuia lui Francisco de Xavier (1750), fațada Bisericii Sfântul Ioan Botezătorul
- Alegoriile Vechiului Testament și Noului Testament (1750), altarul Bisericii Sfântul Ioan Botezătorul
- Arhanghelul Mihail și cei patru evangheliști (1763), pe amvonul Bisericii Sfântul Ioan Botezătorul
- Statuia lui Ioan Nepumok (1802), Turnul franciscanilor
- Contele Sámuel Teleki a achiziționat în anul 1802 63 de busturi și compoziții figurative din mitologia antică din Viena pentru biblioteca sa publică din Târgu Mureș. La inventarul din 1947 au fost identificate 47.[1]
- Statuia lui Neptun/Apollo pe cupola Fântânii Cântătoare (cca. 1816/1820-1822, demolată în 1911, reconstrucția inagurată în 1936 pe Insula Margareta din Budapesta)
- Monumentul/Obeliscul Carolina (?, demolat)[2]

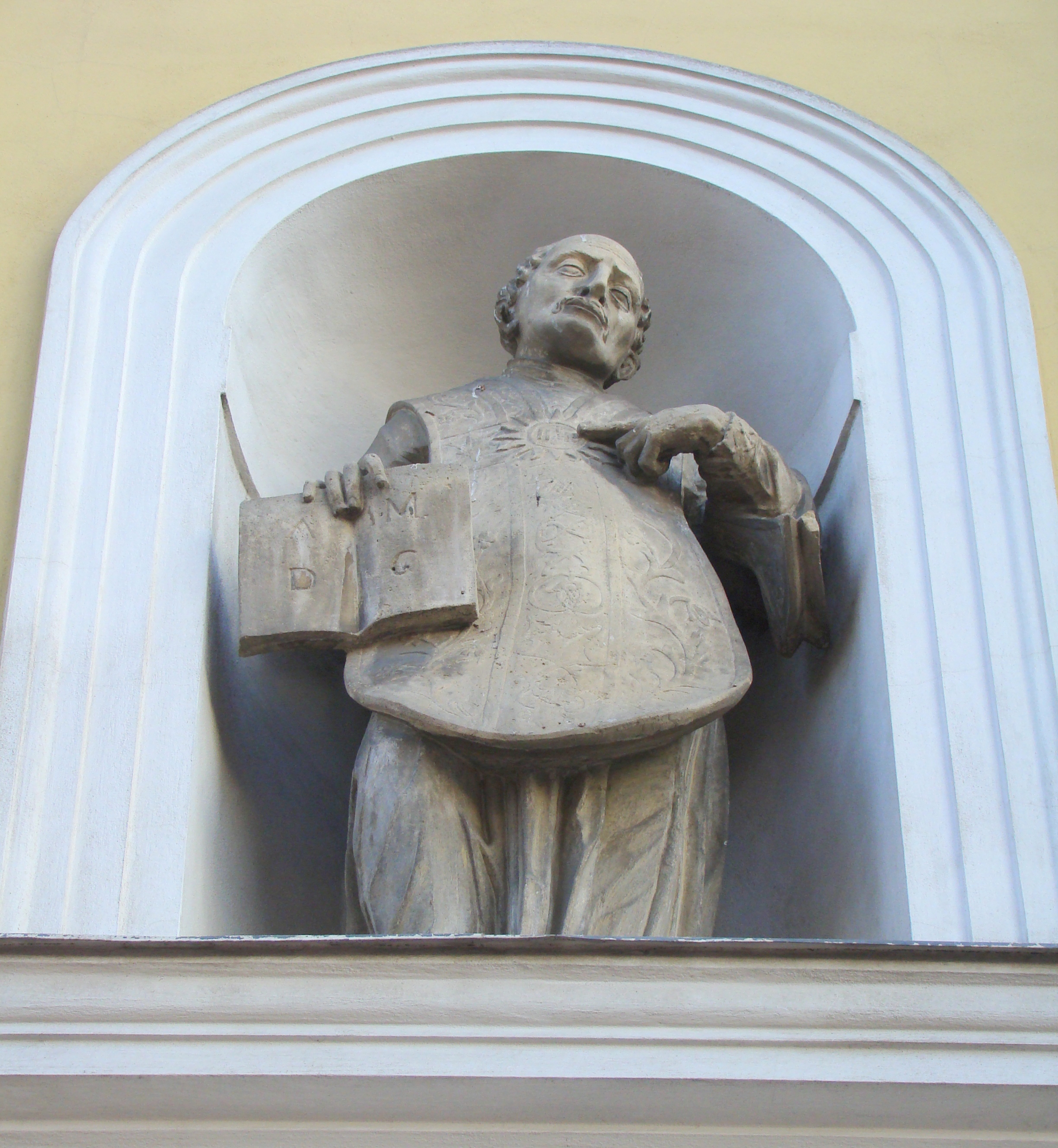
Statuia lui Ignațiu de Loyola
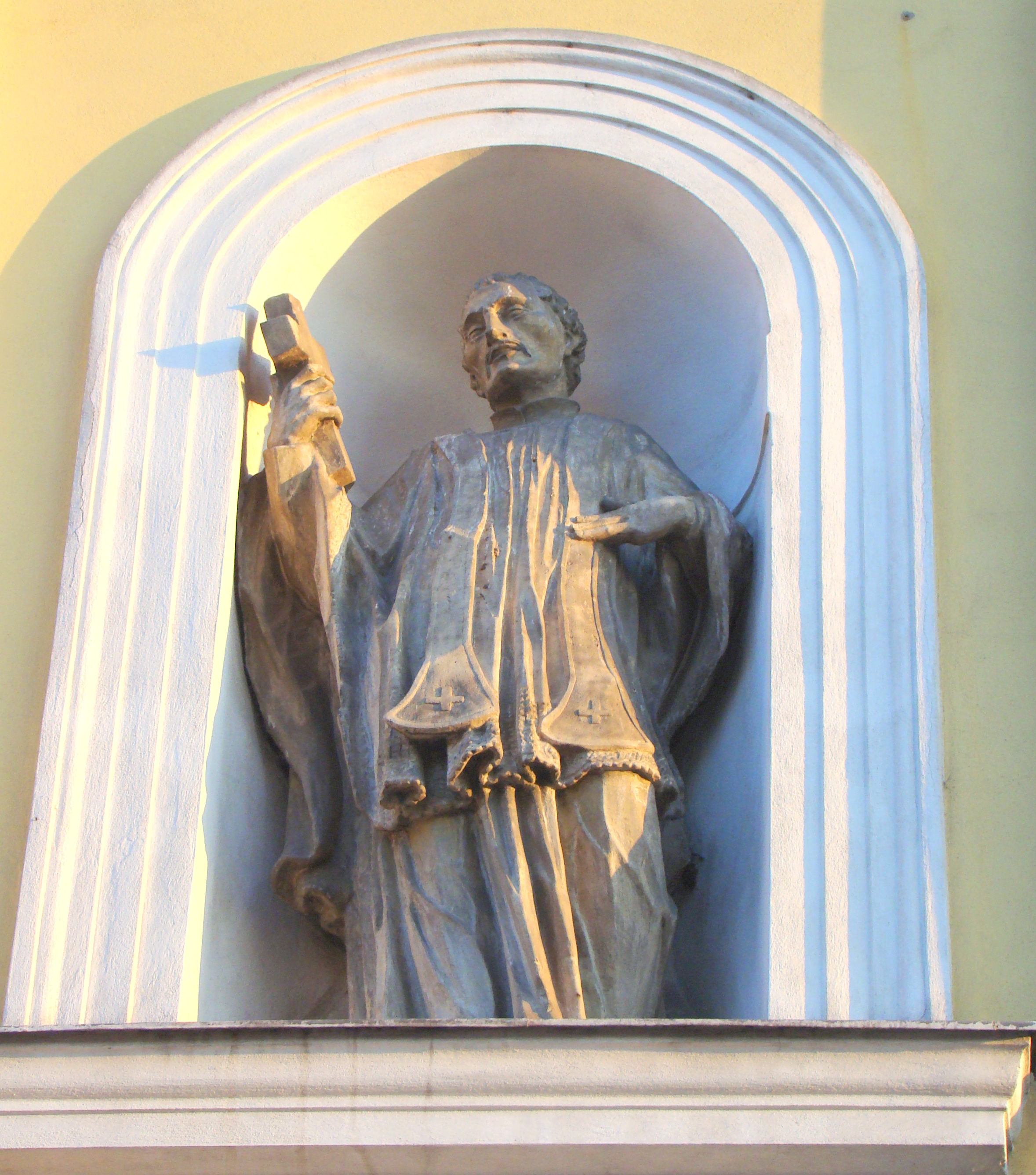
Statuia lui Francisco de Xavier
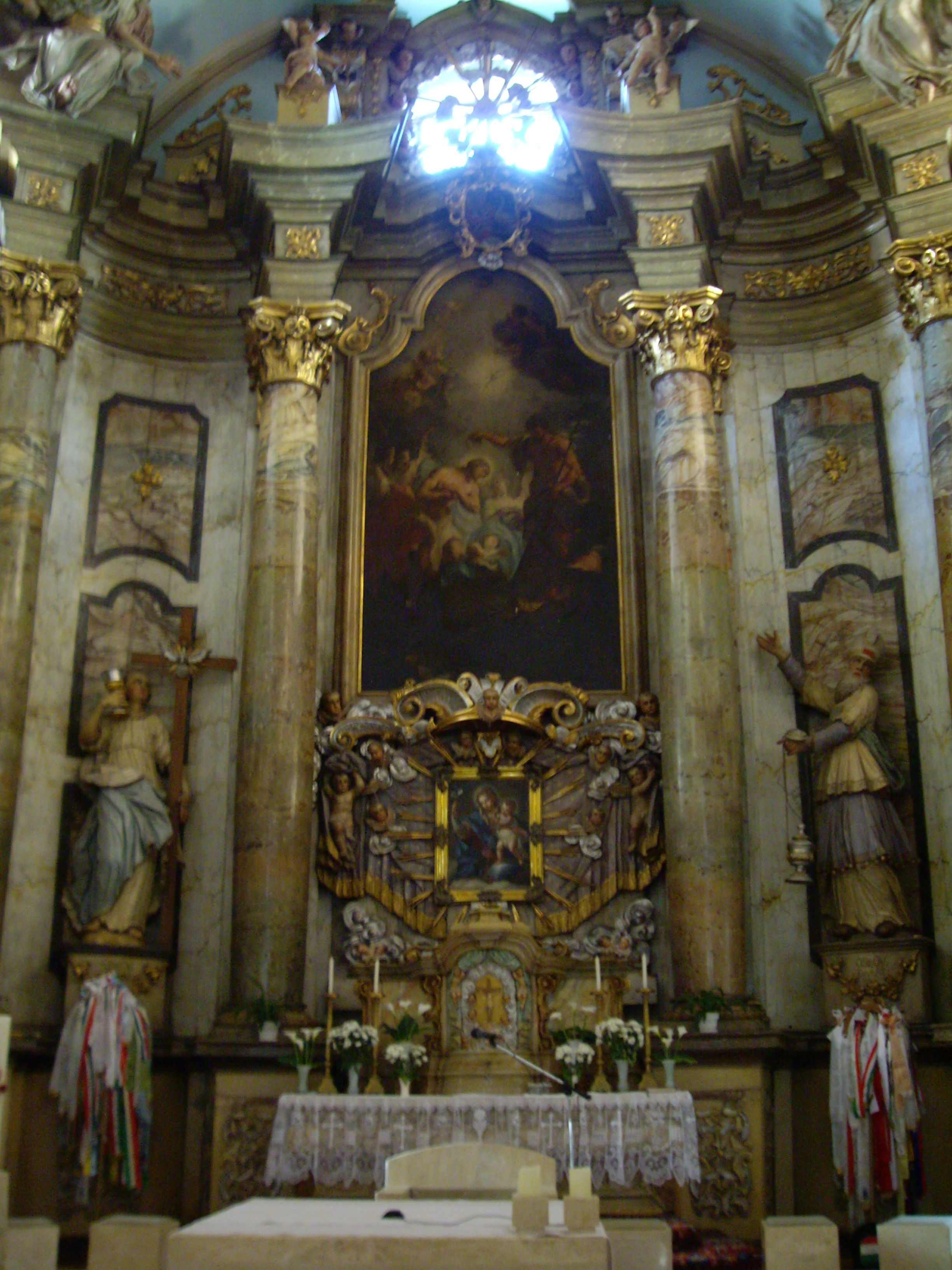
Alegoriile Vechiului Testament și Noului Testament
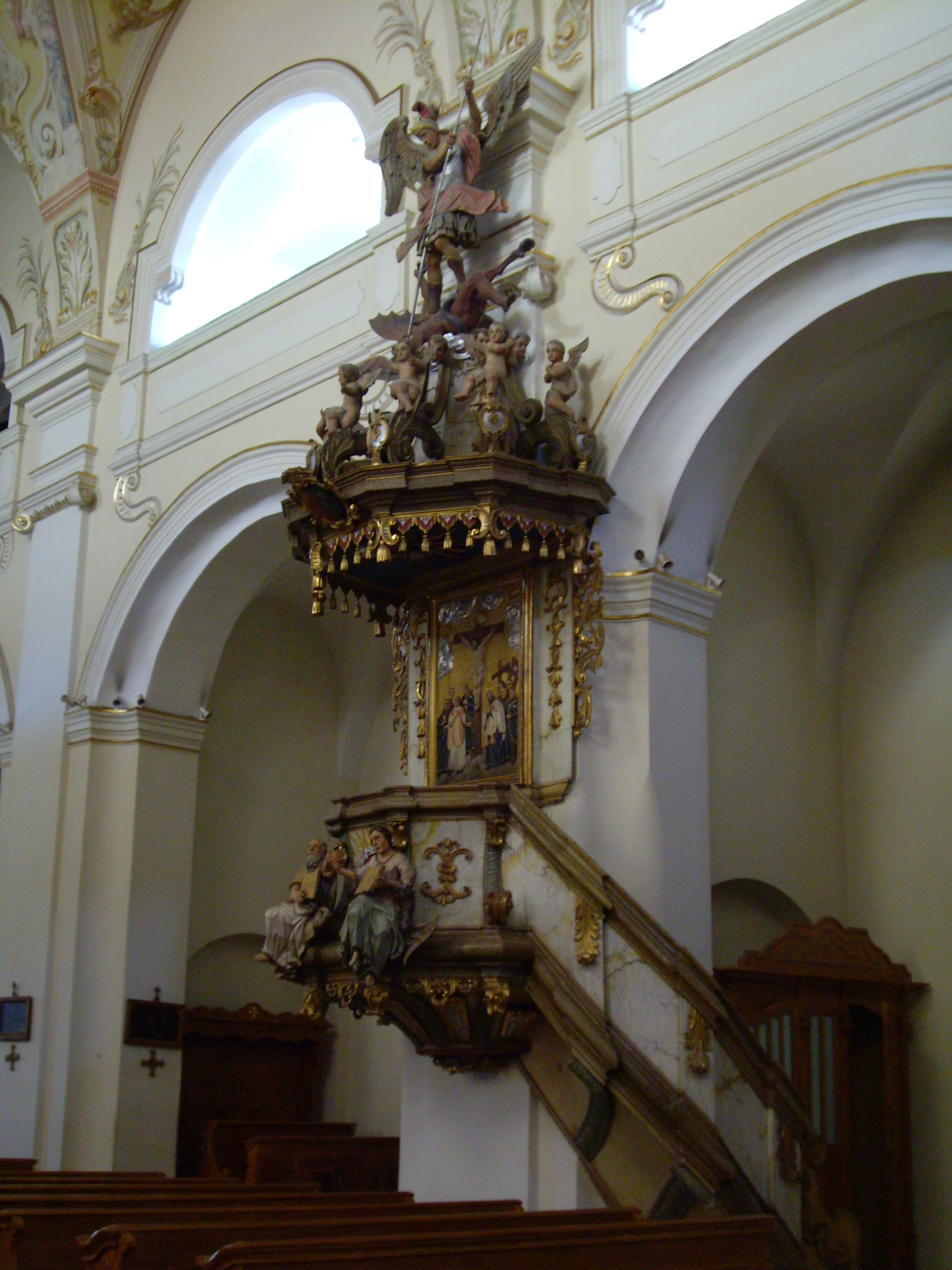
Arhanghelul Mihail și cei patru evangheliști
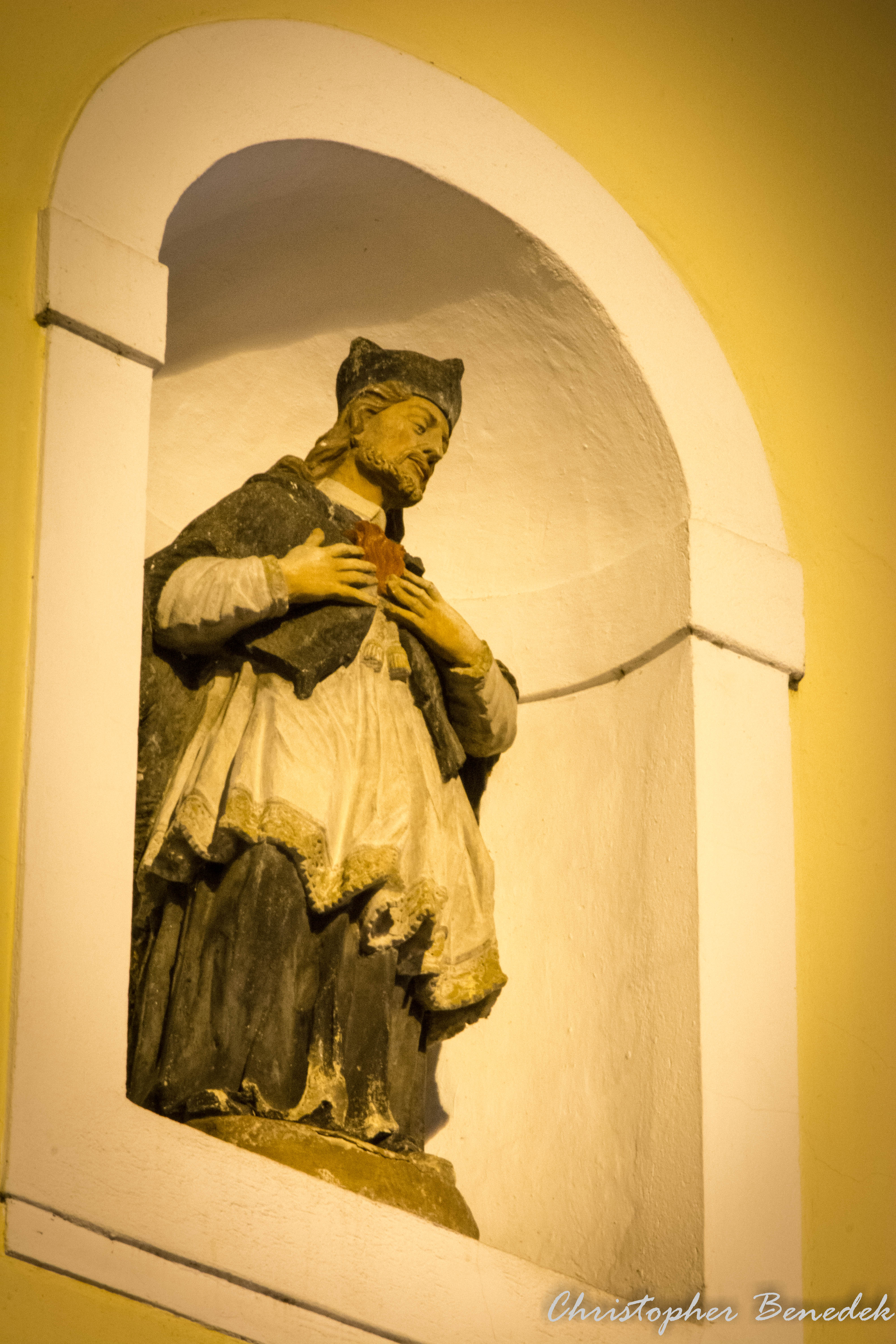
Statuia lui Ioan Nepumok
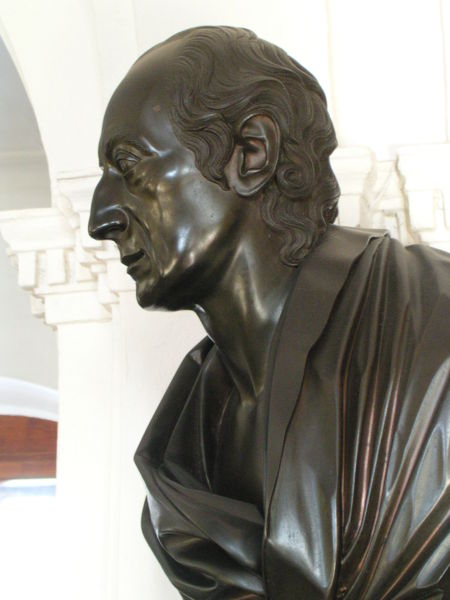
Bustul lui Sámuel Teleki în Biblioteca Teleki-Bolyai

### Reliefuri
- Trei soldați romani (perioada romană), deasupra sacristiei Bisericii Sfântul Ioan Botezătorul[3]
- Grifonii cu cruce (1750), ușile laterale ale Bisericii Sfântul Ioan Botezătorul
- Relieful ctitorului (1793), Biserica Bob

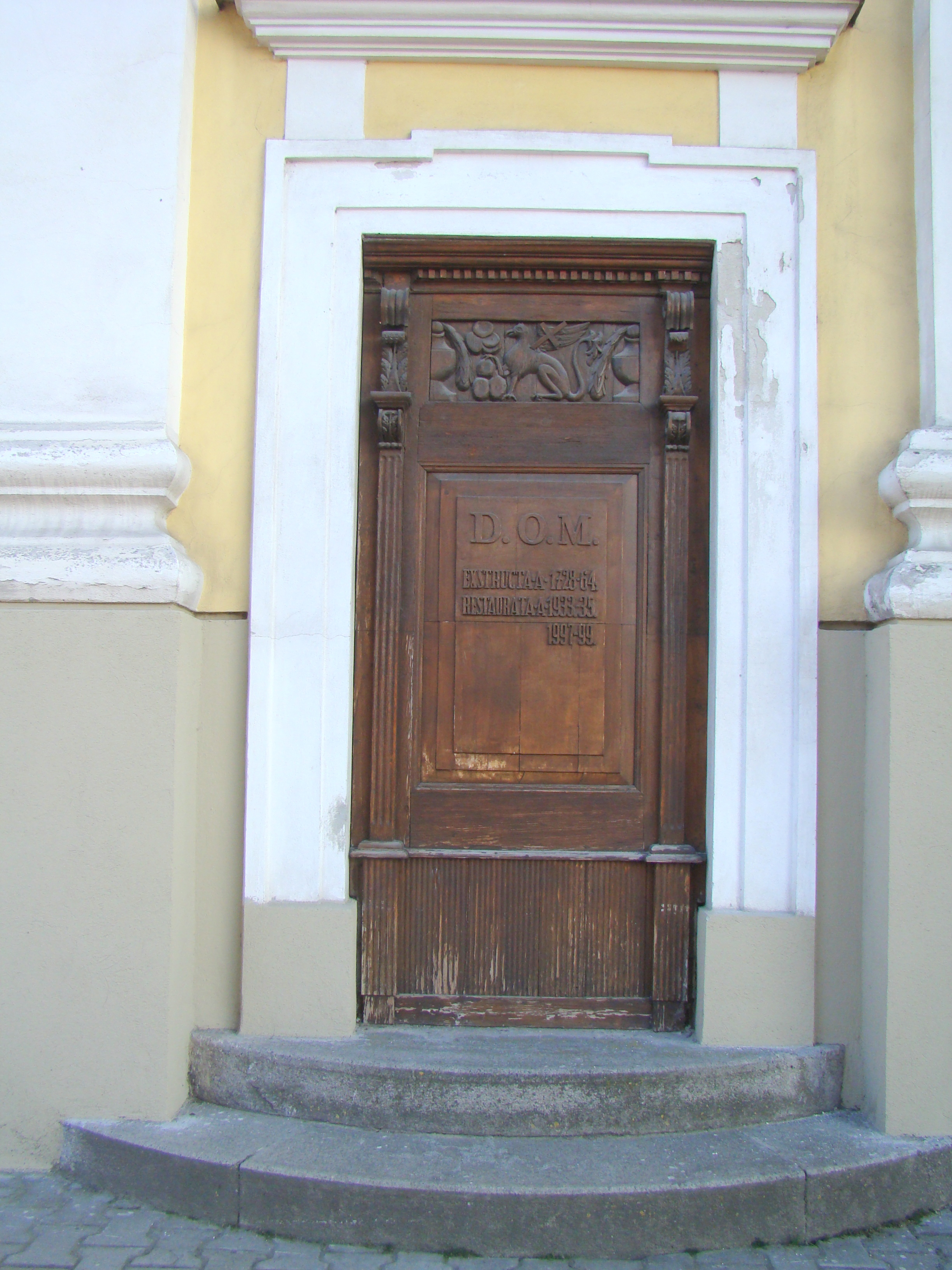
Grifonul cu cruce
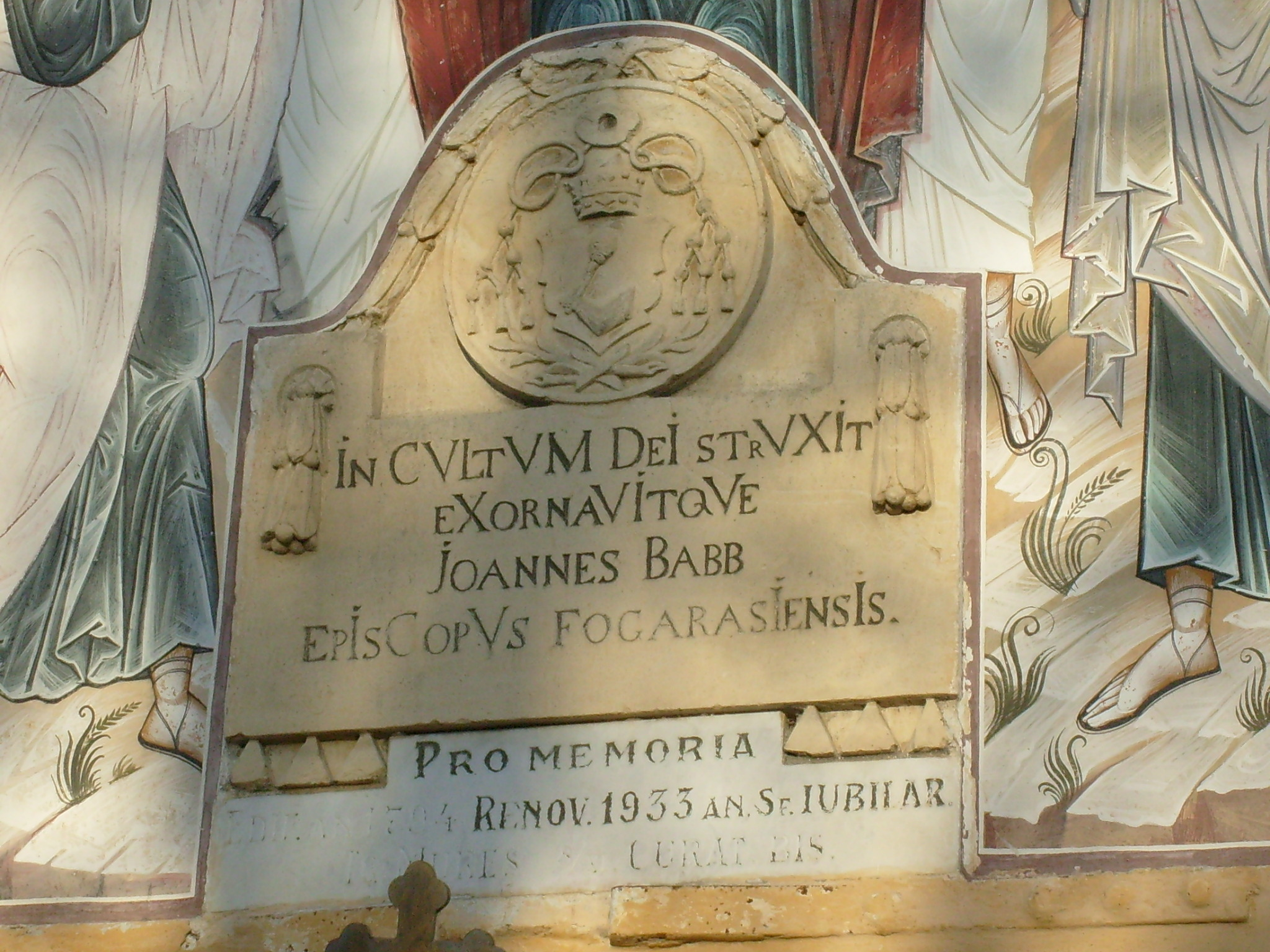
Stema episcopului Ioan Bob cu inscripția: IN CVLTVM DEI STRVXIT EXORNAVITQVE JOANNES BABB EPISCOPVS FOGARASIENSIS

## Perioada dualismului
- Monumentul Secuilor Martiri (1875)
- Statuia lui Józef Bem (1880, demolată în 1919)
- Alegorii: Cusut și Țesut (1893), Muzeul Științele Naturii
- Statuia lui Lajos Kossuth (1899, demolată în 1919)
- Grupul statuar al familiei Züllich din cimitirul romano-catolic (1903)[4][5]
- Statuia lui Ferenc Rákóczi al II-lea (1907, demolată în 1919)
- Monumentul lui Sándor Petőfi (1912, relief demolat în 1919, în 1923 reinaugurat ca Monumentul Ostașului Român, distrus în cel de al doilea război mondial)
- Bustul împăratului Franz Joseph (1913, reamplasat în 2019 la locul original), realizat de Alajos Stróbl, Palatul Culturii
- Bustul împărătesei Elisabeta (1913, reamplasat în 2019 la locul original), realizat de Alajos Stróbl, Palatul Culturii
- Bustul lui Albert Apponyi (1913), Palatul Culturii

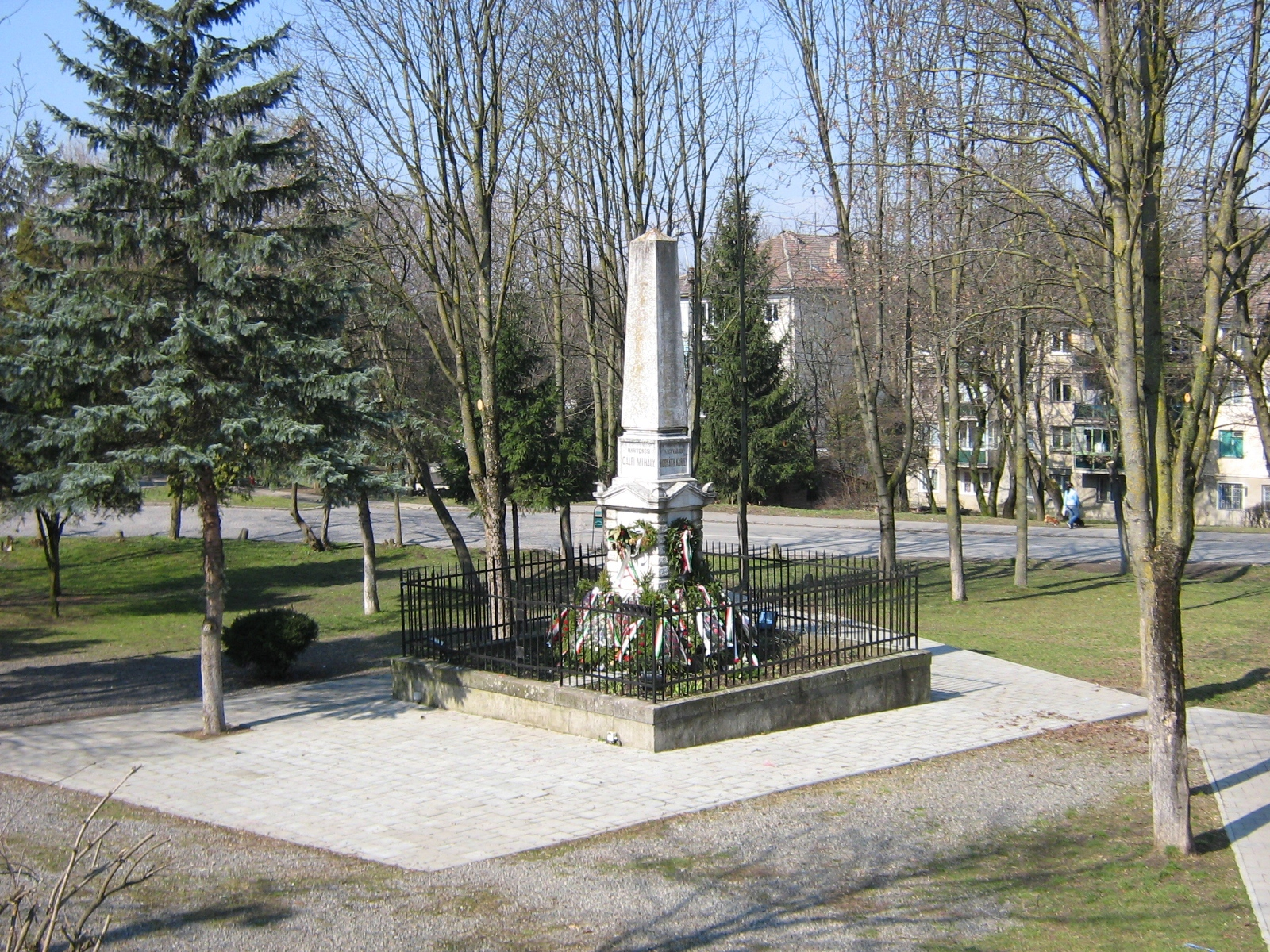
Monumentul Secuilor Martiri
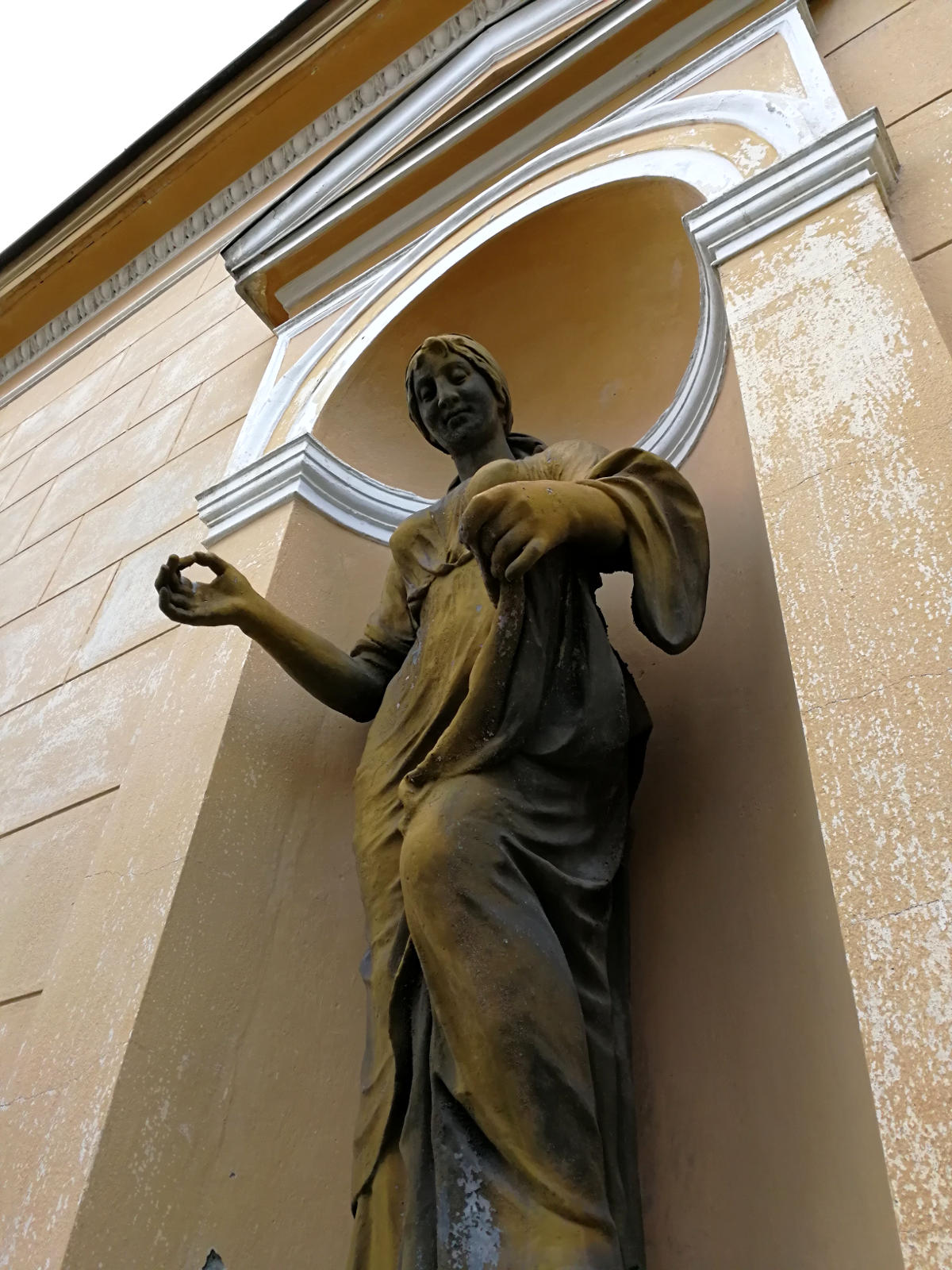
Alegorie (Cusutul)
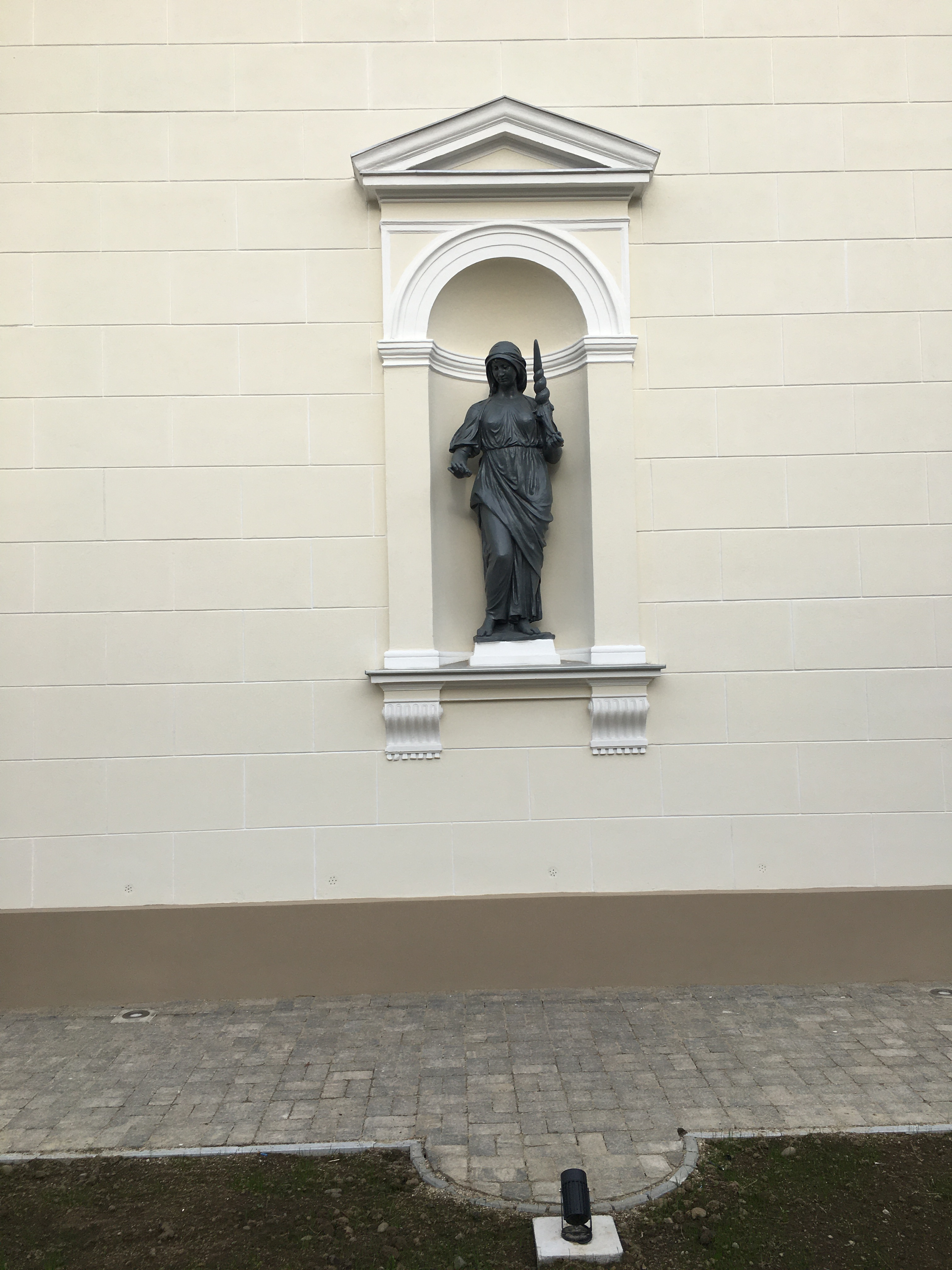
Alegorie (Țesutul)
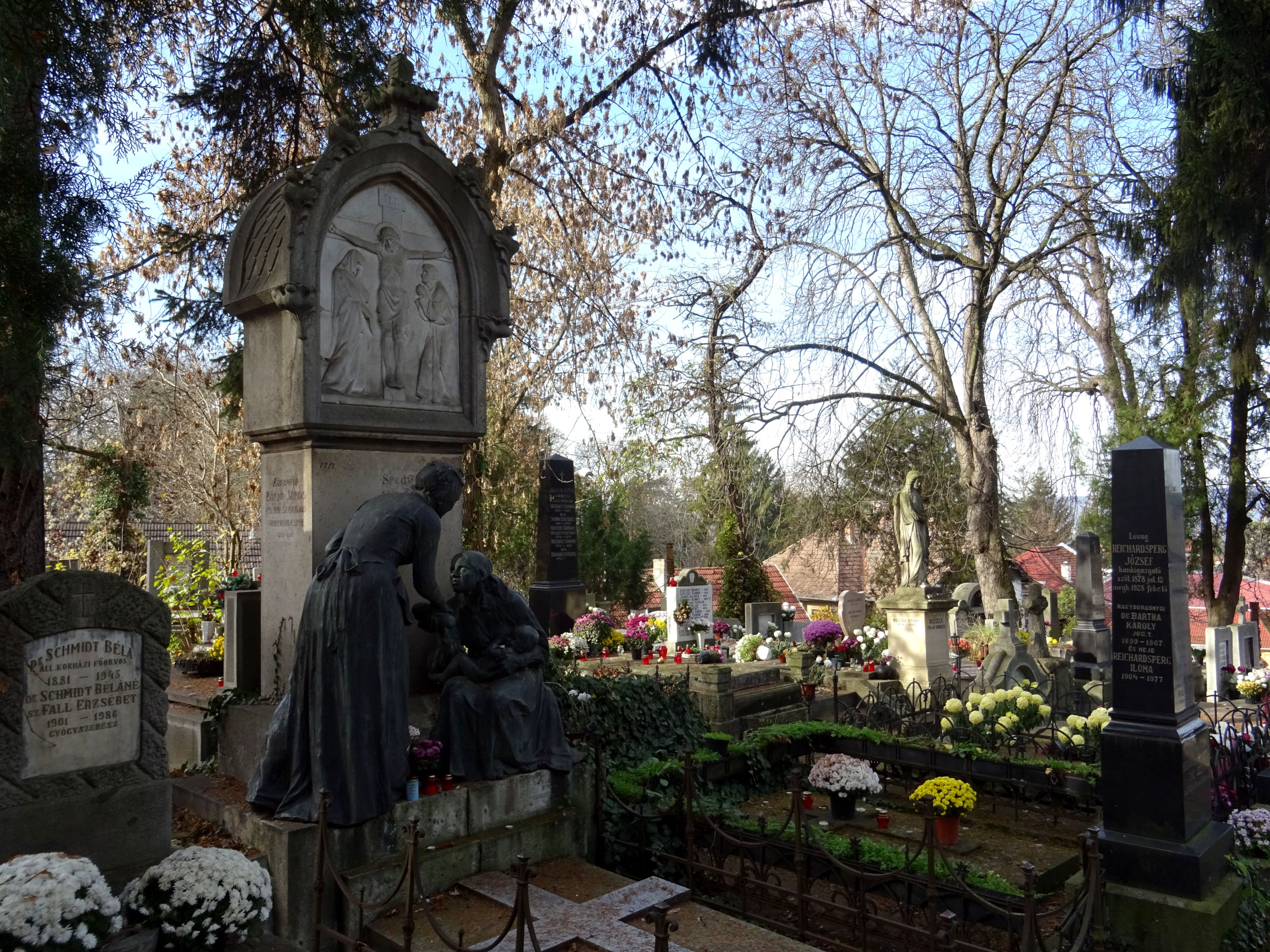
Grupul statuar al familiei Züllich
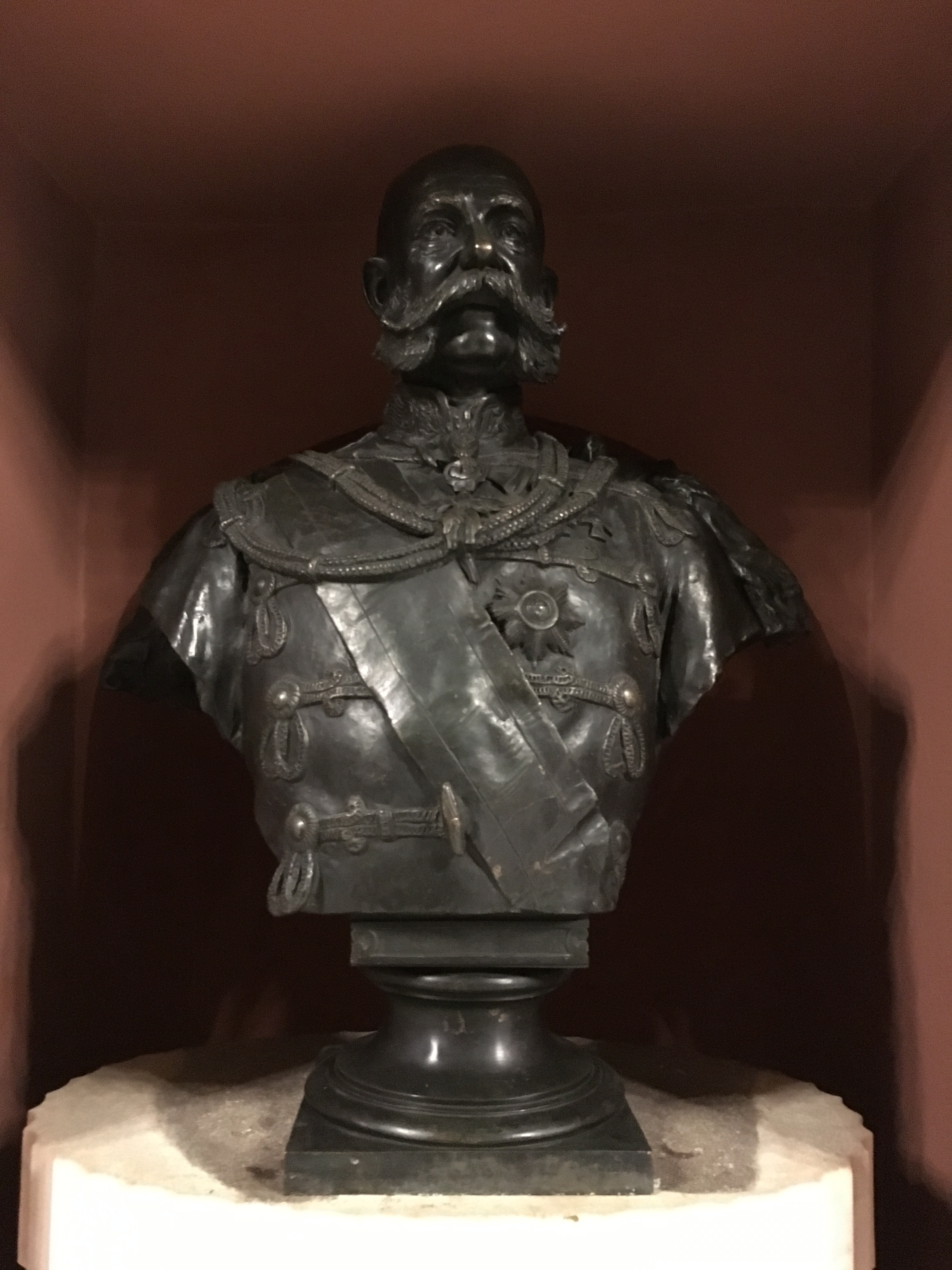
Bustul împăratului Franz Joseph
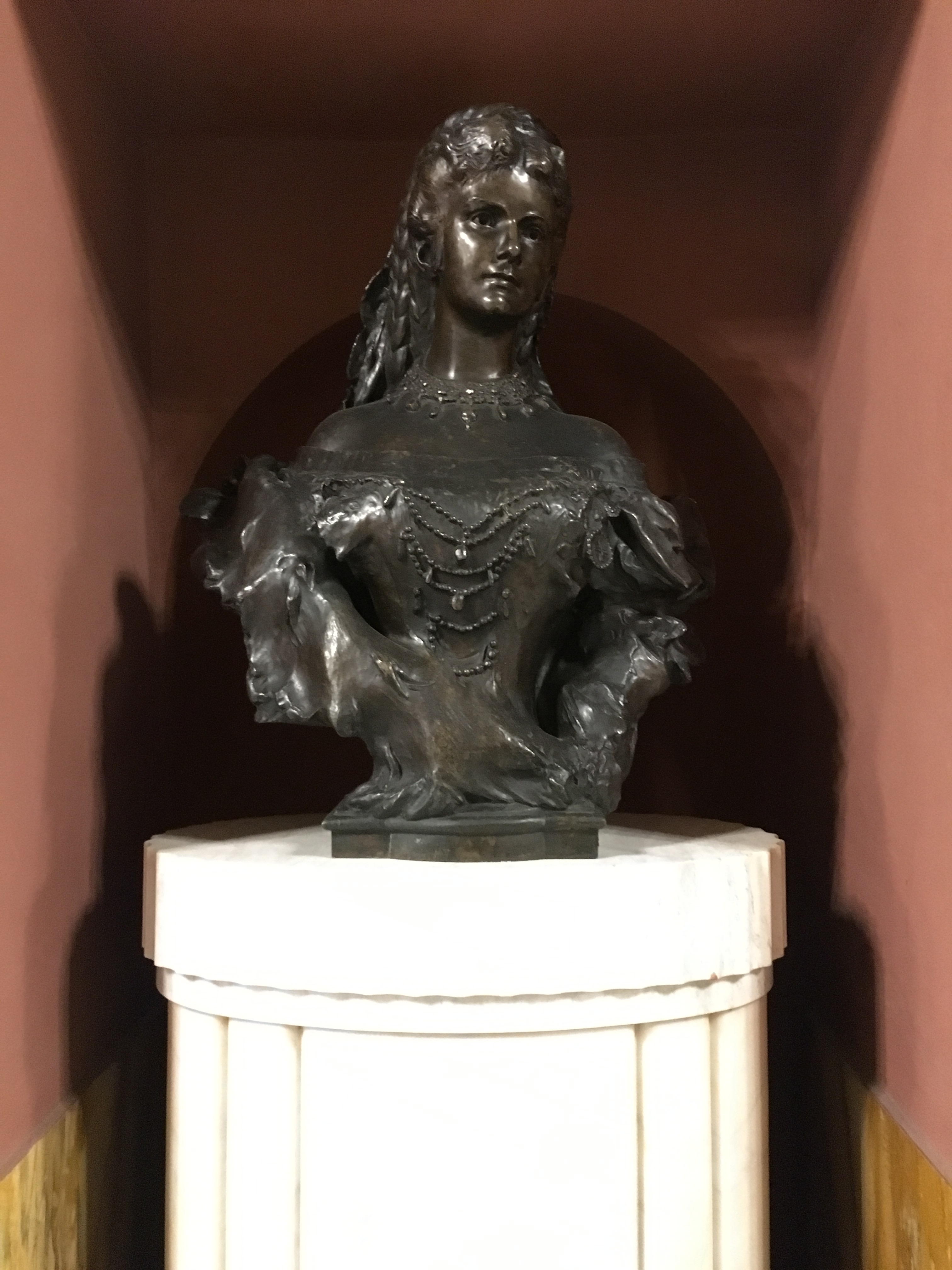
Bustul împărătesei Elisabeta

### Reliefuri
- Attila cu alegorii (1893, fațada Muzeului Științele Naturii de József Róna⁠(en)[traduceți])
- Îngerii de bronz (1913, holul Palatului Culturii)
- Încoronarea împăratului Franz Joseph (1913, reamplasat în 2009 pe locul original, la intrarea principală în Sala Mare din Palatul Culturii)[2]
- Liszt: Legenda Elisabetei a Ungariei, Cei doi Bolyai, György Aranka, Erkel: Bánk bán (1913, fațada Palatului Culturii)
- Sámuel Teleki, Farkas Bolyai, János Bolyai, Ferenc Mentovich (1913, fațada Palatului Culturii)

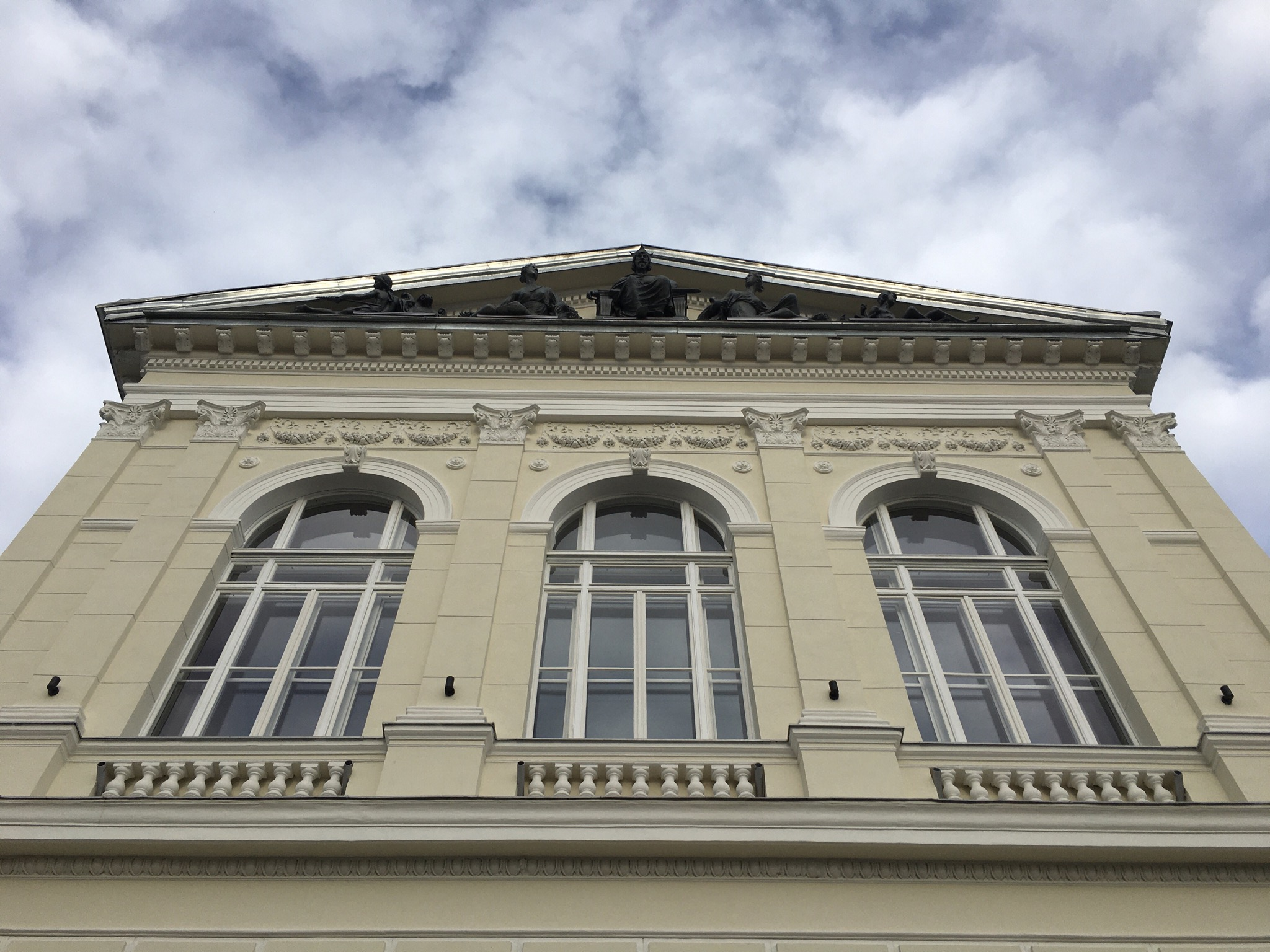
Grupul statuar „Attila”
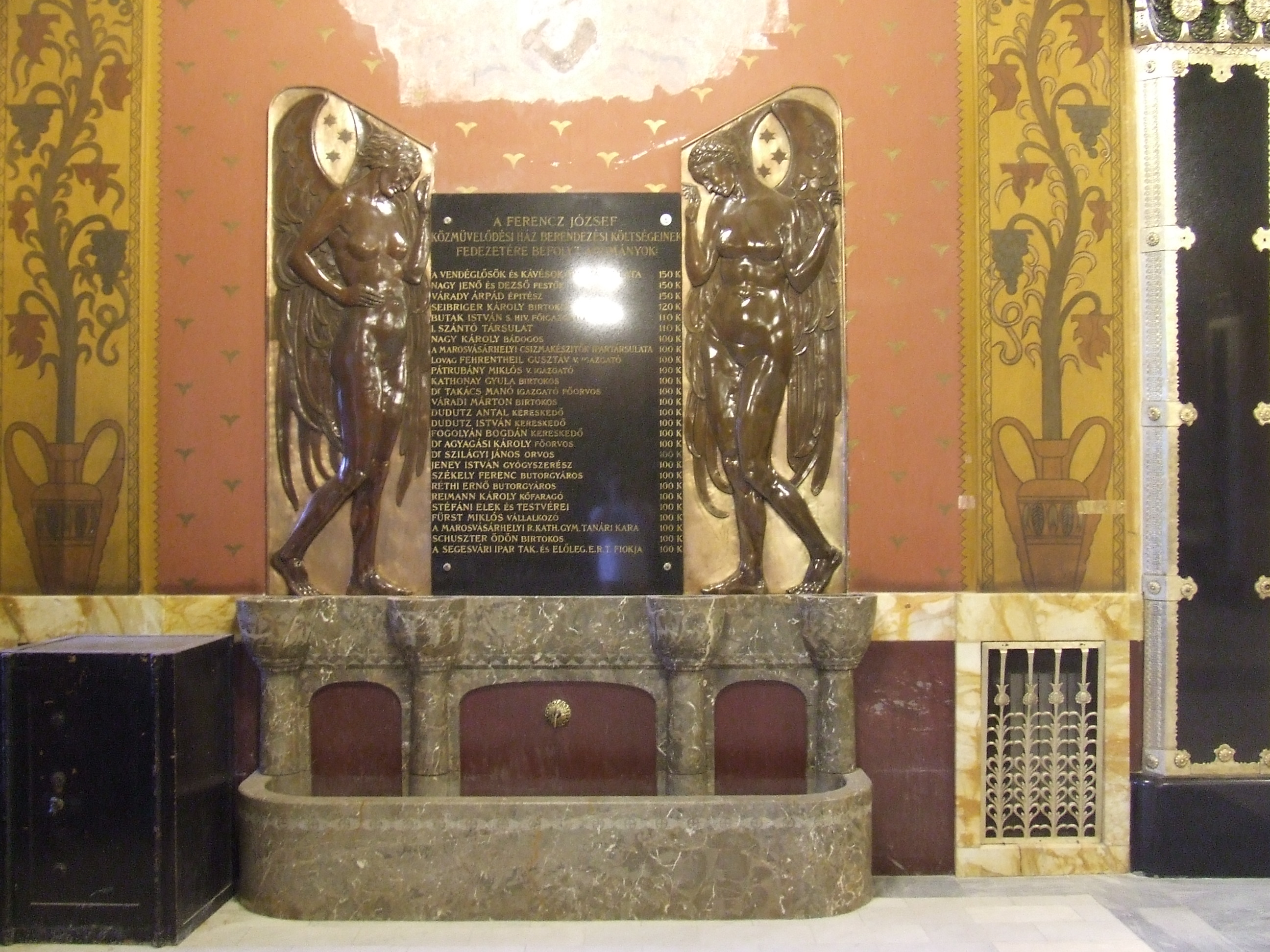
Îngerii de bronz
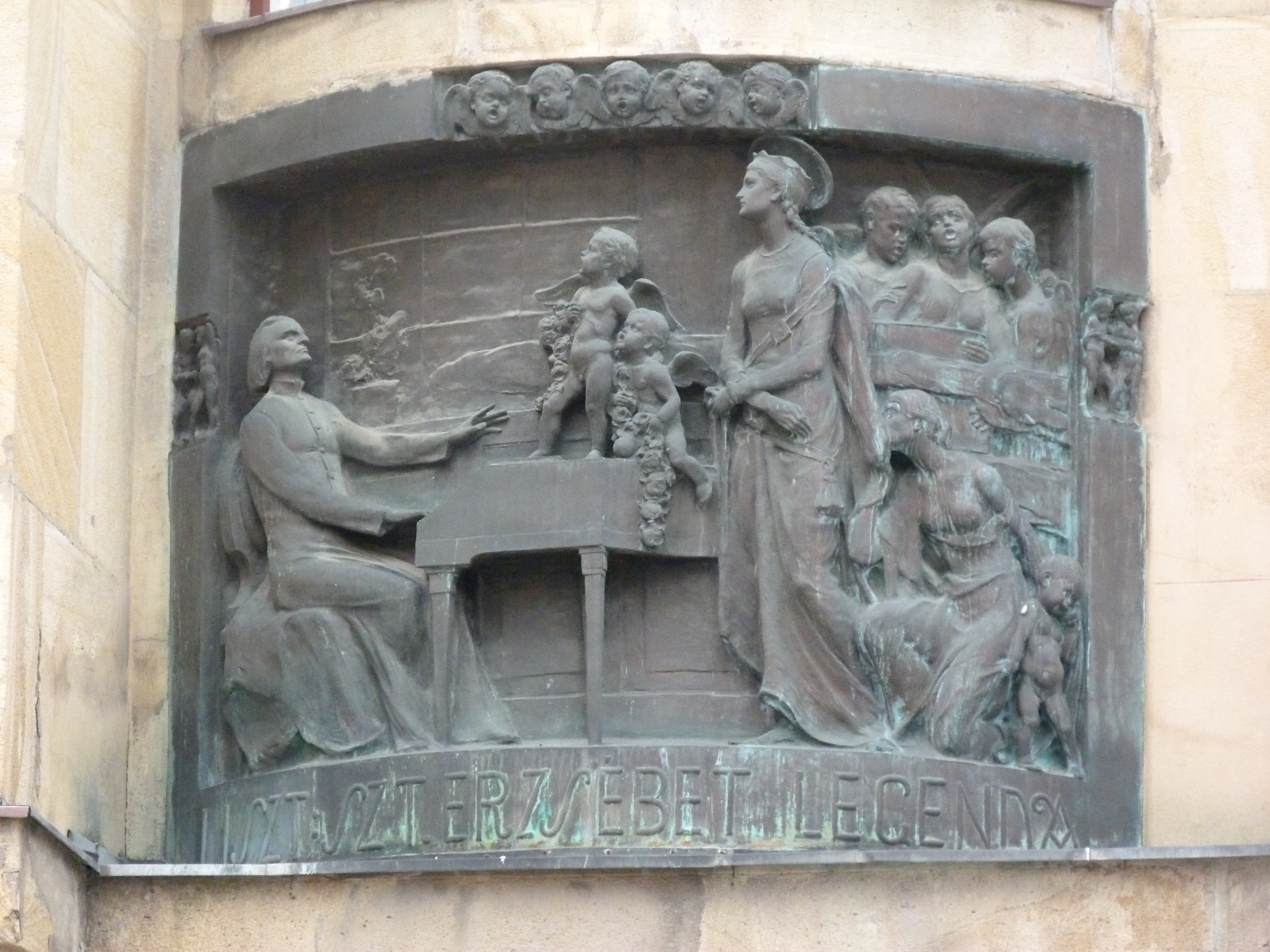
Liszt: Legenda Elisabetei a Ungariei
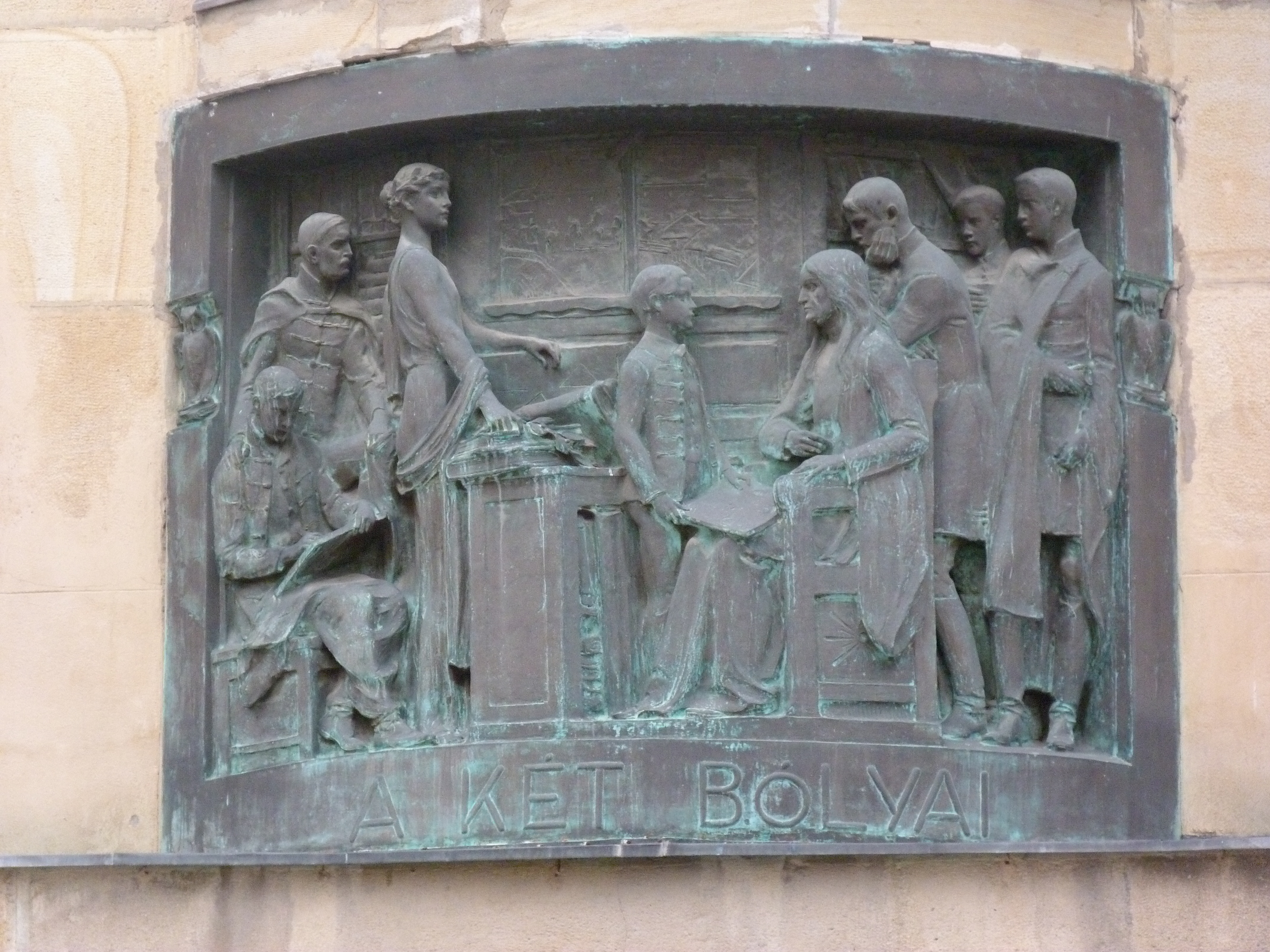
Cei doi Bolyai
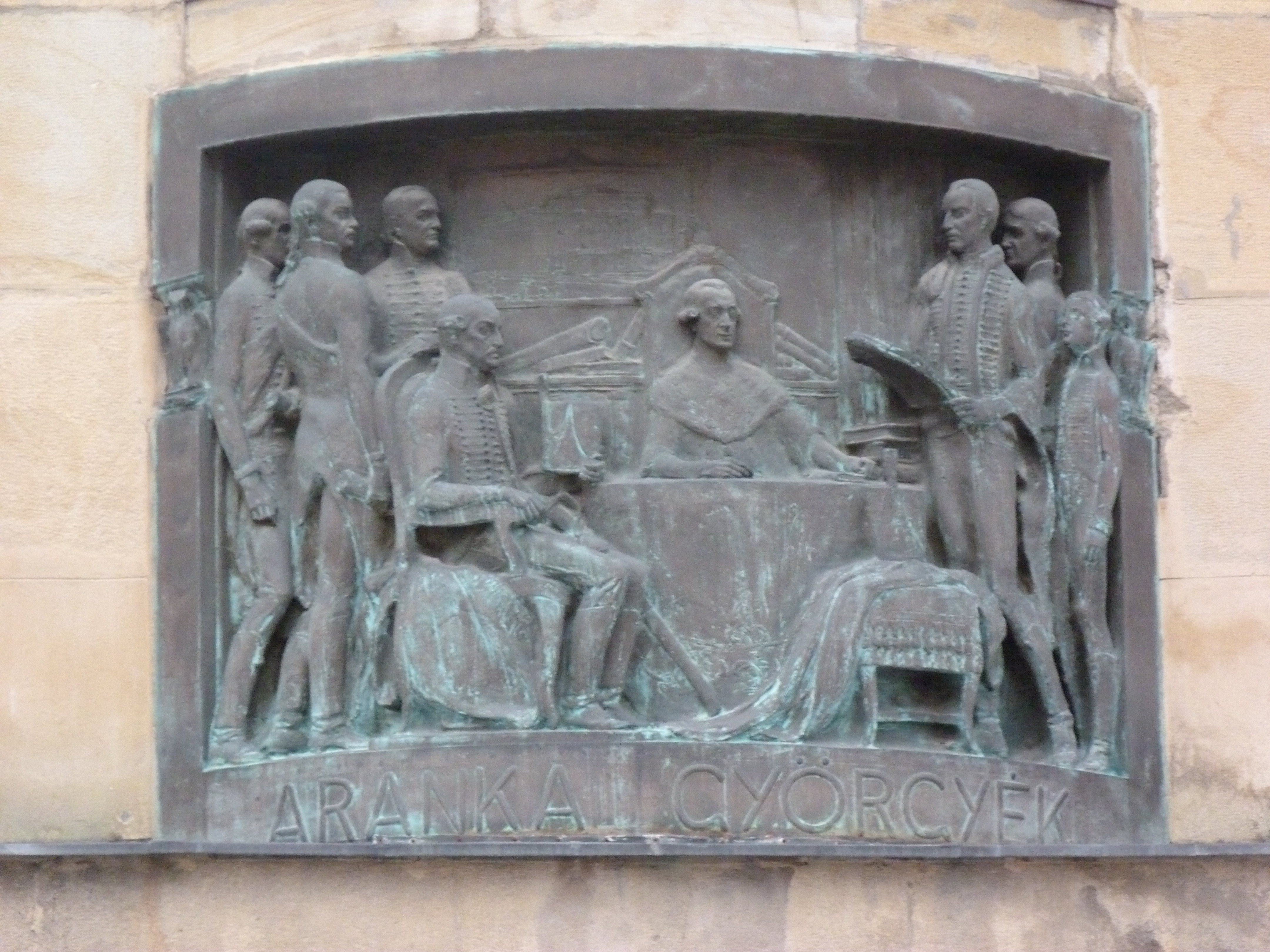
György Aranka
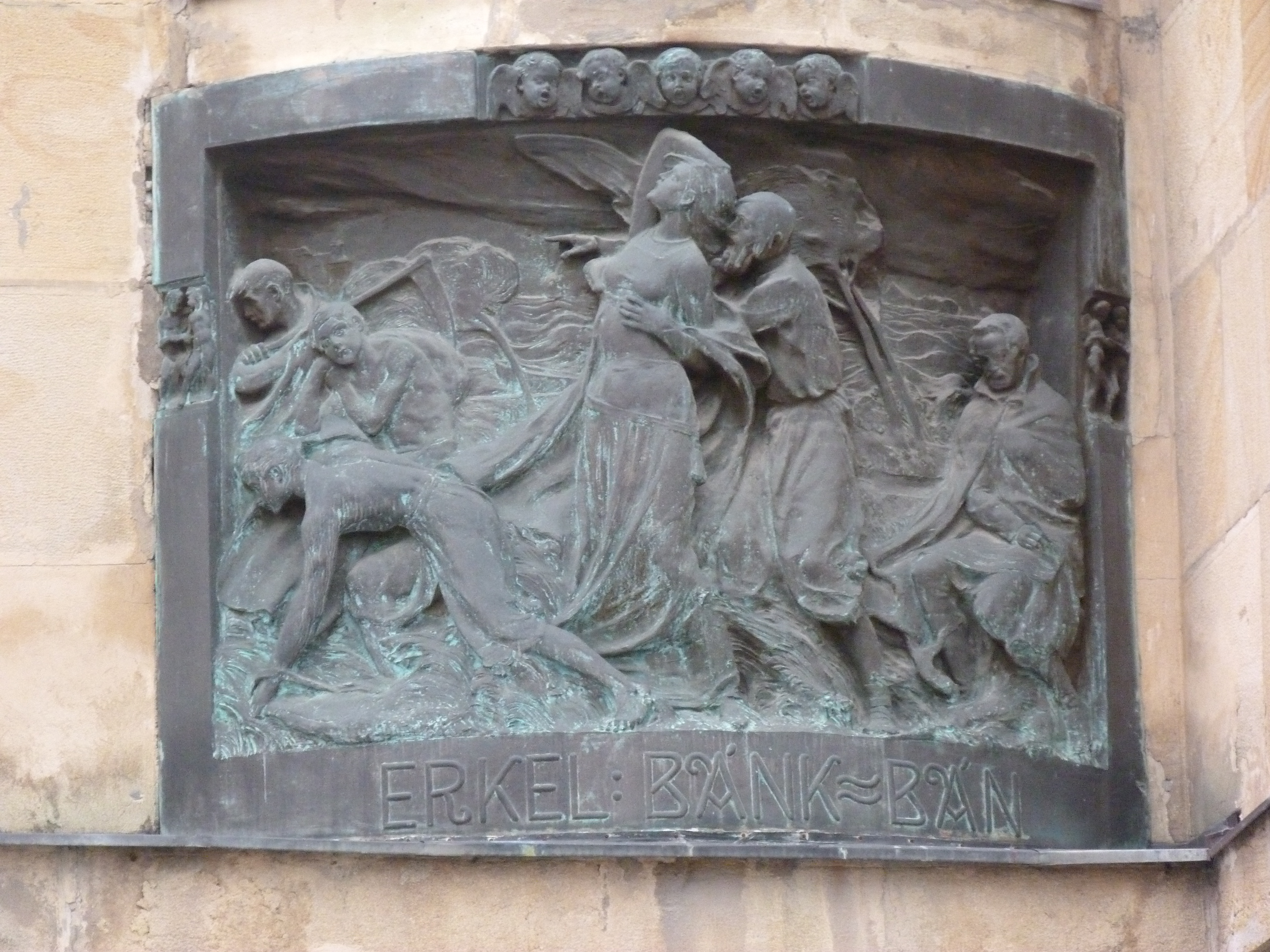
Erkel: Bánk bán
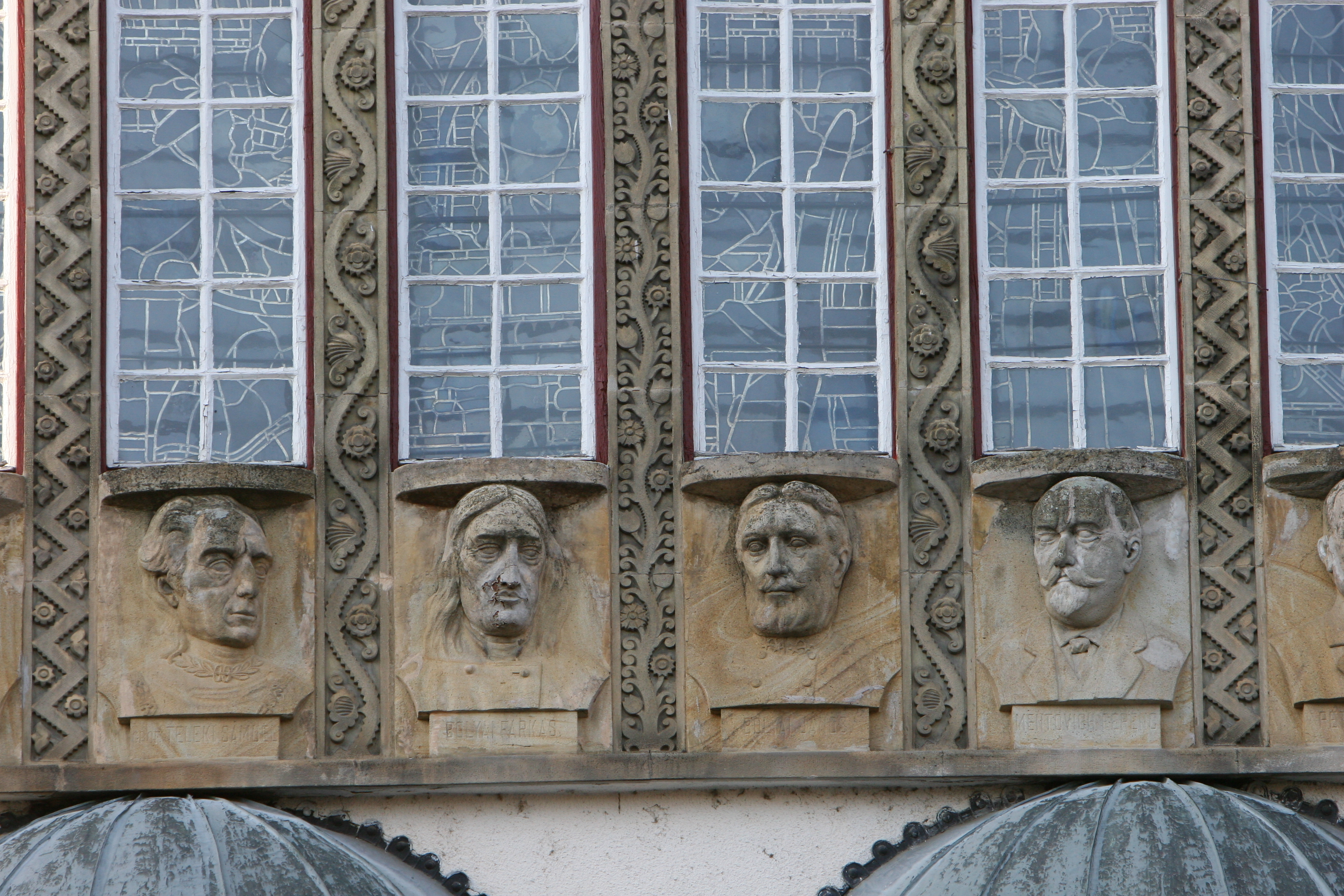
Sámuel Teleki, Farkas Bolyai, János Bolyai, Ferenc Mentovich

## Perioada interbelică
- Monumentul Ostașului Român (de Ion Schmidt-Faur, 1923 - distrus în cel de al doilea război mondial)
- Lupoaica capitolină (1924, mutată în Turda)
- Statuia lui Avram Iancu (1930, mutată în 1940 la Câmpeni)
- Bustul lui Alexandru Papiu-Ilarian (1930)
- Statuia lui Sándor Kőrösi Csoma (1943, în 1962 mutată pe locul actual)

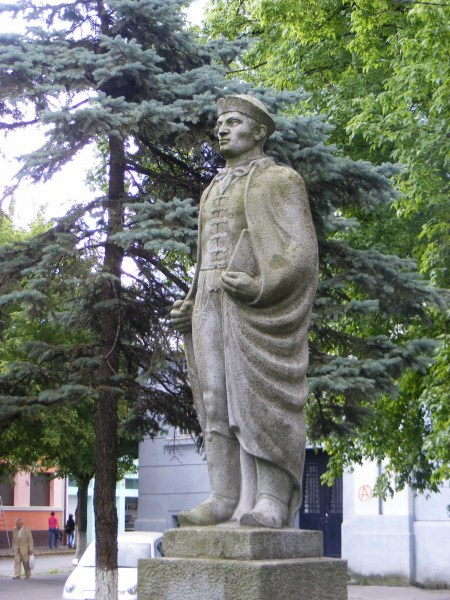
Sándor Kőrösi Csoma

## Perioada comunismului
- Bustul lui István Szentgyörgyi (1953)
- Statuia lui Stalin (1955, demolată în 1962)
- Monumentul celor doi Bolyai (1957)
- Statuia ostașului necunoscut (1963/1964)
- Bustul lui Nicoale Bălcescu (1968), reamplasat în 2022 pe Bulevardul Cetății
- Statuia lui Mihai Eminescu (1969, mutată în Târnăveni)
- Statuia lui Avram Iancu (1979)
- Statuia lui Béla Bartók (1981)
- Statuia lui Mihai Eminescu (1989)
- Busturile lui Ludwig van Beethoven (?), George Enescu și  Béla Bartók (1974)[6] în Palatul Culturii

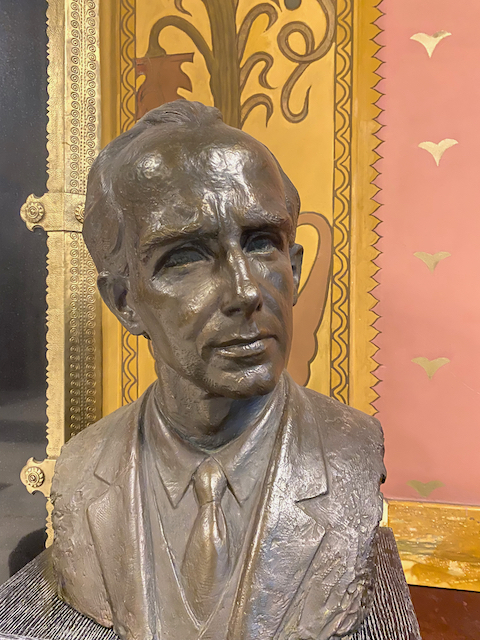
Béla Bartók (1974)
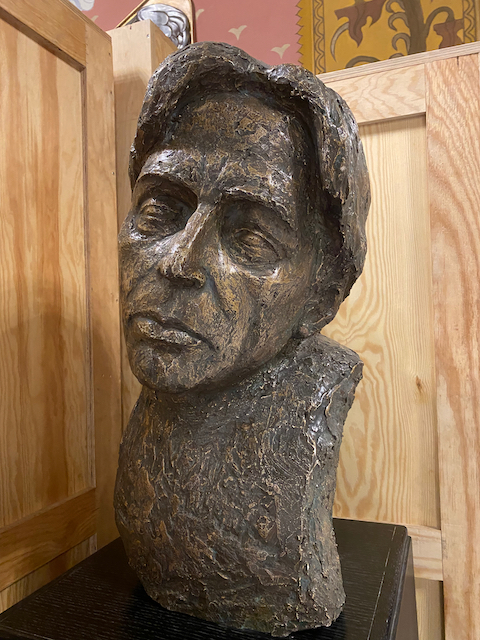
George Enescu

### Compoziții nonfigurative
- Piața Teatrului: Tragedia și comedia (Mac Constantinescu),  Geneza (Béla Kulcsár), Muze: Muzica, Dans, Poezia, Sărbătoarea (László Zagyva), Scoica (Gavril Ședran)
- Platoul Cornești: Ursul, Pelicanul, Ponei
- Cartierul Mureșeni: Muncitorul (1973)
- Aleea Carpați: Primăvara (1967, furată), Îndrăgostiții (?), Tinerimea (?)
- Cornișa: Femeia cu arc (1967)

## Perioada postdecembristă
- Monumentul eroilor revoluției din 1989 (1990)
- Lupoaica capitolină (1991)
- Statuia lui György Bernády (1994)
- Statuia lui Emil Dandea (1996)
- Bustul lui György Bernády (1997), sediul Fundației dr. György Bernády
- Bustul lui György Bernády (1998), Palatul Culturii
- Bustul lui Farkas Bolyai (2000), curtea Liceului Teoretic „Bolyai Farkas”
- Bustul lui János Bolyai (2000), curtea Liceului Teoretic „Bolyai Farkas”
- Bustul lui Áron Márton (2000), curtea Bisericii Sfântul Ioan Botezătorul
- Statuia lui Tamás Borsos (2000)
- Statuia lui Sándor Petőfi (2000)
- Bustul lui Petru Maior (2001)
- Bustul lui Károly Kós (2001), Aquaserv
- Statuia lui Ferenc Rákóczi al II-lea (2004)
- Monumentul holocaustului (2004)
- Monumentul deținuților politici (2004)
- Monumentul eroilor de la Don (2005)
- Bustul lui Mihai Viteazul (2007)
- Statuia lui György Aranka (2008)
- Statuia lui Gyula Vályi (2012)
- Bustul lui Aurel Filimon (2014)
- Bustul lui Lajos Kossuth (2015), Universitatea Sapientia
- Bustul lui János Bolyai (2016), Universitatea Sapientia
- Bustul lui Jean Calvin (2017)
- Bustul lui Gáspár Károli (2017)
- Bustul lui Ferenc Dávid (2018), Biserica unitariană din Dâmbul Pietros
- Bustul lui Ignác Semmelweis (2019), Universitatea Sapientia
- Statuia lui Gabriel Bethlen (2020)
- Grupul statuar Școala Ardeleană (2022)
- Bustul lui Iohannes de Hunyad (2022)

### Compoziții nonfigurative
Din Tabăra de Artă Bolyai organizată cu ocazia bicentenarului de la nașterea matematicianului târgumureșean János Bolyai au fost alese următoarele patru compoziții nonfigurative pentru a fi amplaste în spațiile publice din oraș:
- Monumentul Pseudosphaera (2002)
- Tronul Geometriei (2008)
- Izvorul (2008)
- Ceasul solar hiperbolic (2009)

### Compoziții nonfigurative din lemn
- Monumentul eroilor revoluției din 1989 (1990), Piața Victoriei
- Stâlp funerar în amintirea Revoluției ungare din 1956, Cetatea medievală
- Stâlp funerar în amintirea companiei Teatrului Secuiesc (2016), Cimitirul Reformat[7]
- Stâlp funerar în amintirea lui András Sütő, Cimitirul Reformat
- Stâlp funerar în amintirea lui János Bolyai, Cimitirul Reformat
- Stâlpurile funerare ale ascendenților familiei Bolyai (2016), Parcul dendrologic ale Universității Sapientia[8]

### Reliefuri
- Sándor Petőfi (1996), realizat de Jenő Puskás și amplasat în 1996 pe Casa Teleki cu ocazia împlinirii 150 de ani de la moartea poetului revoluționar[9]
- György Bernády: operele lui Pál Péter pe clădirea Fundației Bernády din strada Horea (1996), László Hunyadi-Levente Kiss pe clădirea din strada Revoluției, nr. 31 (1999), Sándor Kolozsvári Puskás în holul Prefecturii (2002), lui Levente Kiss în Amfiteatrul Bernády din Liceul Teoretic Bolyai Farkas (2004)[10]
- Sütő András (2006), realizat de László Hunyadi și amplasat pe fosta casă a scriitorului din strada Mărăști, nr. 36[11]
- Béla Bartók (2008), Palatul Culturii[12]
- Triptic (2015), Muzeul de Arheologie și Istorie
- Márta Ziegler (2016), Palatul Culturii[13]
- Isus cu copii (2018), reconstrucția reliefului original distrus după naționalizarea clădirii Liceului Vocațional de Artă
- Macheta cetății (2018), Cetatea medievală
- Episcopul Ferenc Dávid (2020), fațada Bisericii unitariene din Piața Bolyai[14]
- Constantin Silvestri (?), Palatul Culturii

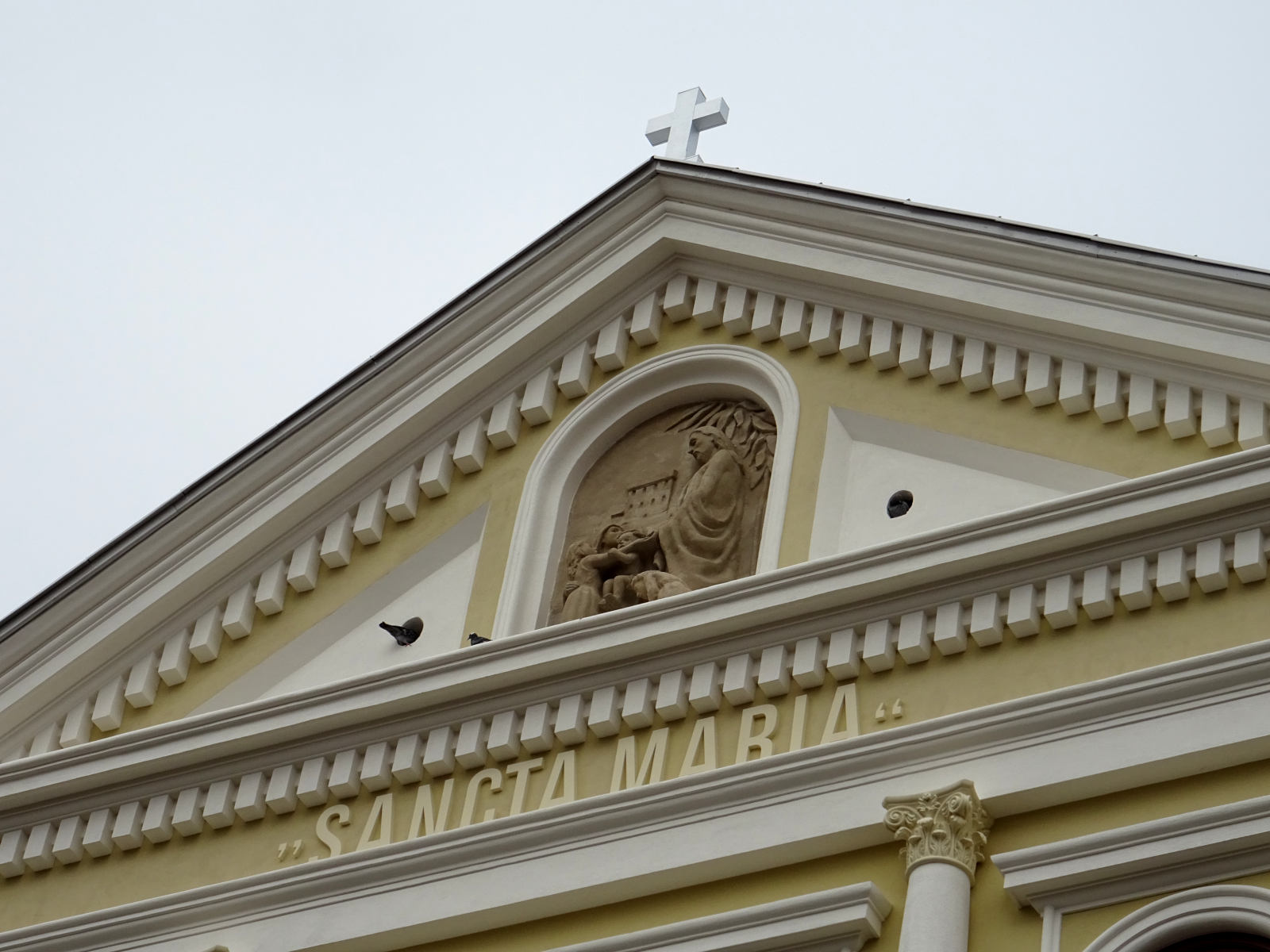
Isus cu copii
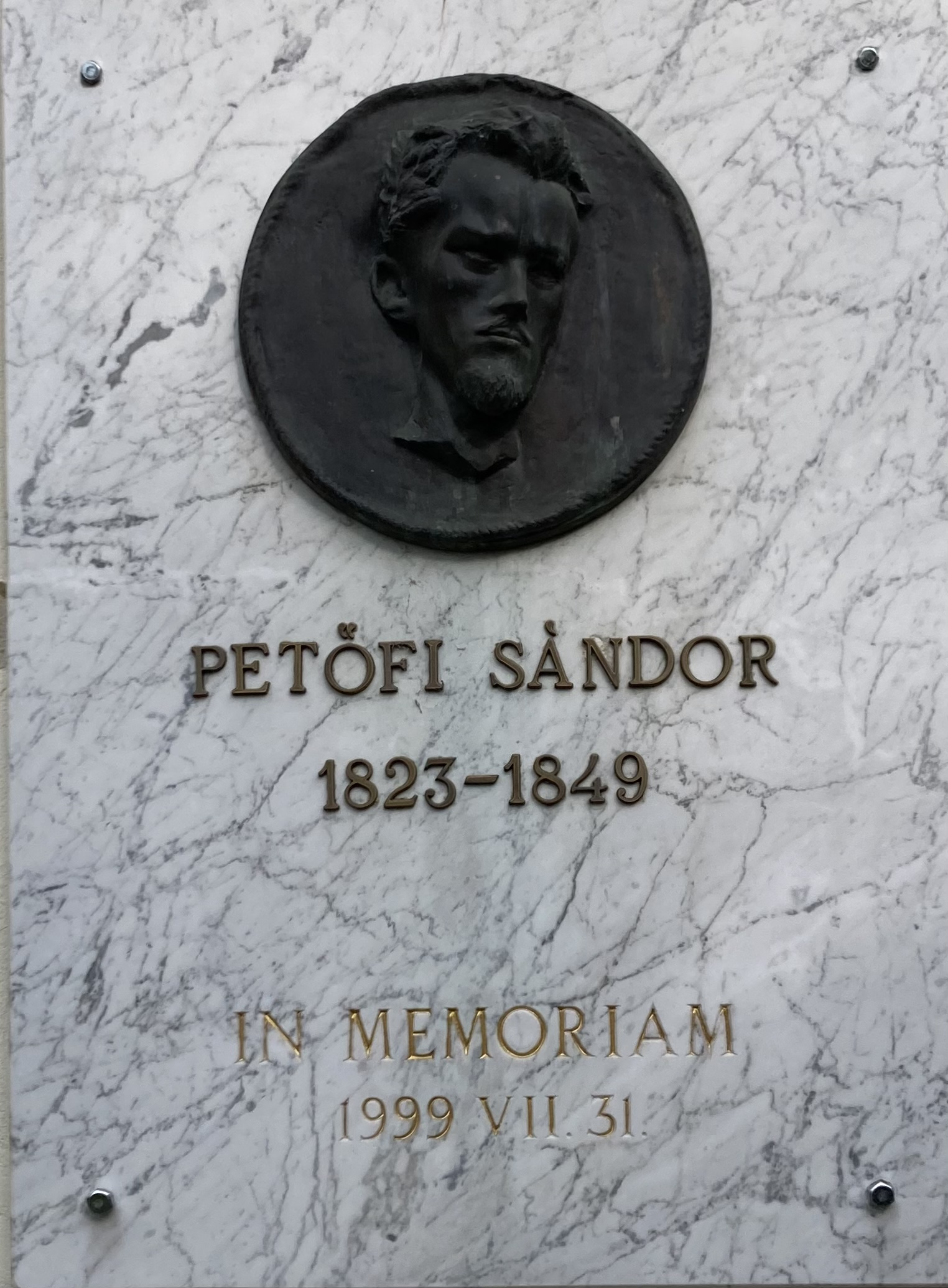
Relieful poetului Sándor Petőfi pe Casa Teleki
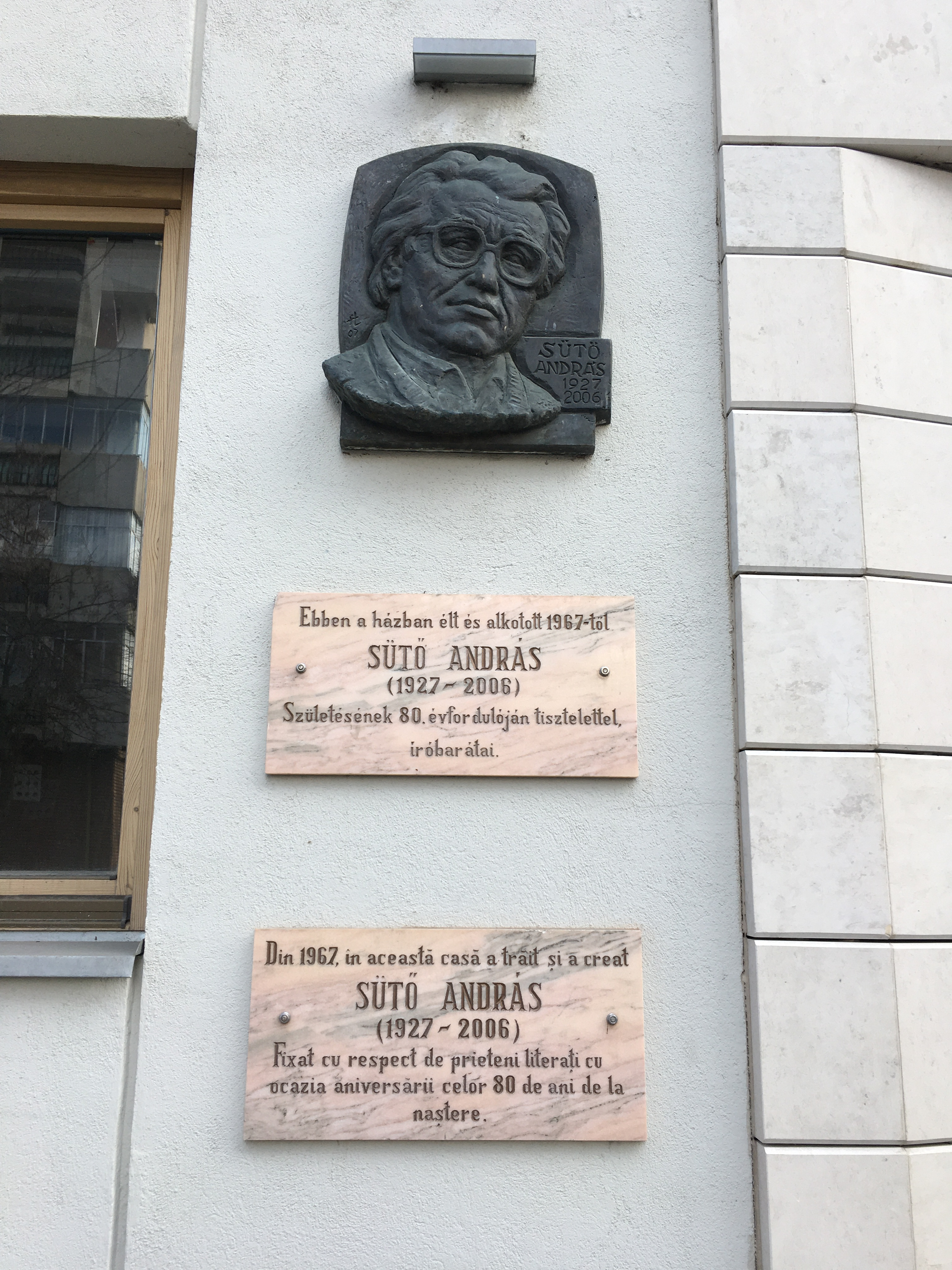
András Sütő
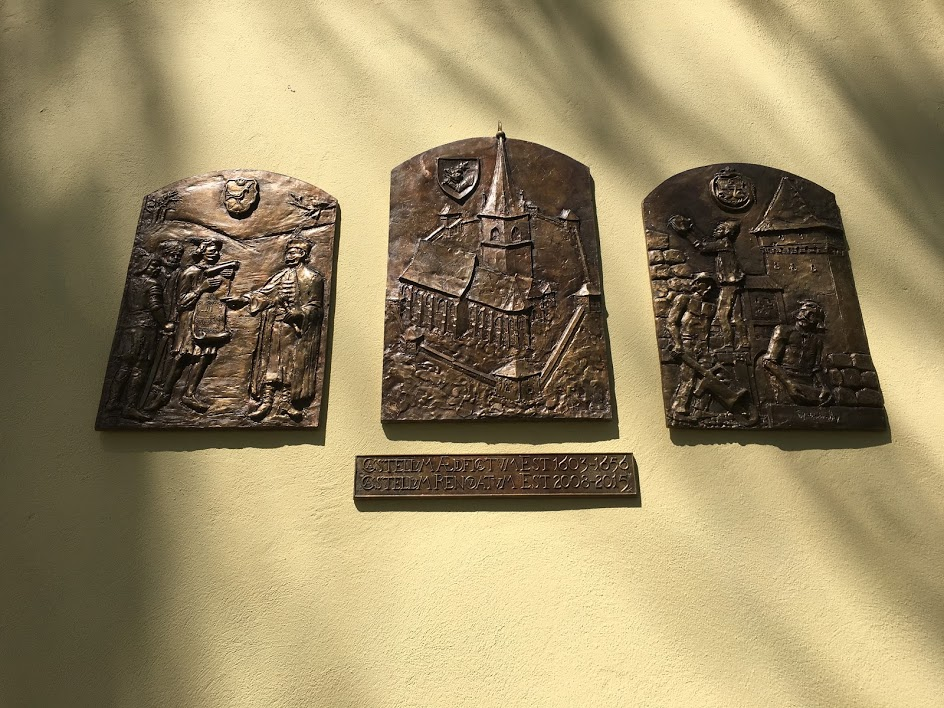
Triptic
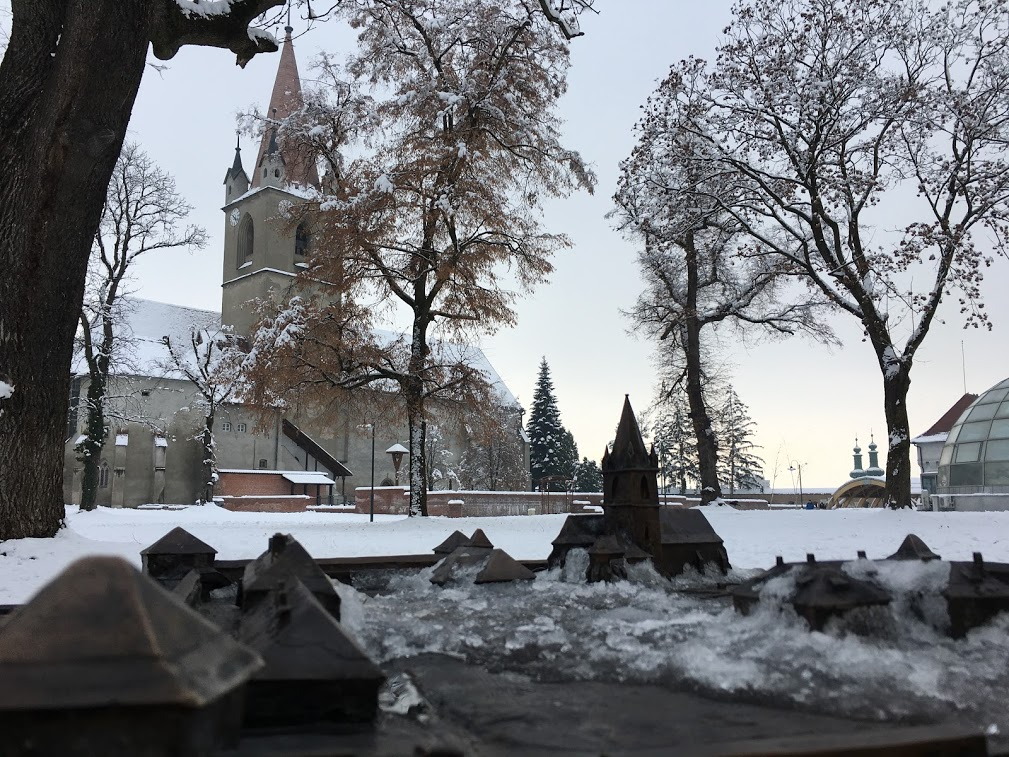
Macheta cetății
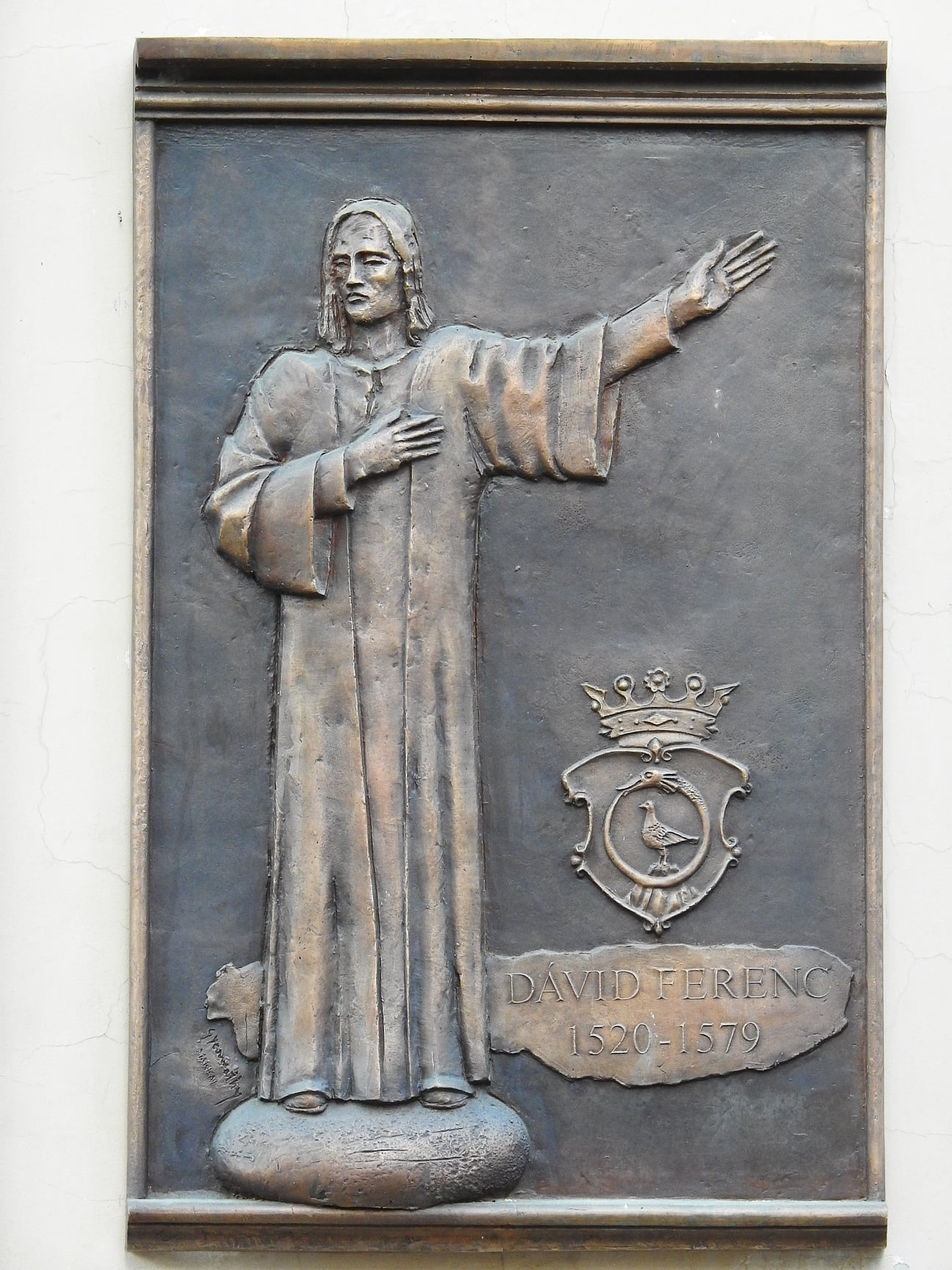
Relieful episcopului Ferenc Dávid
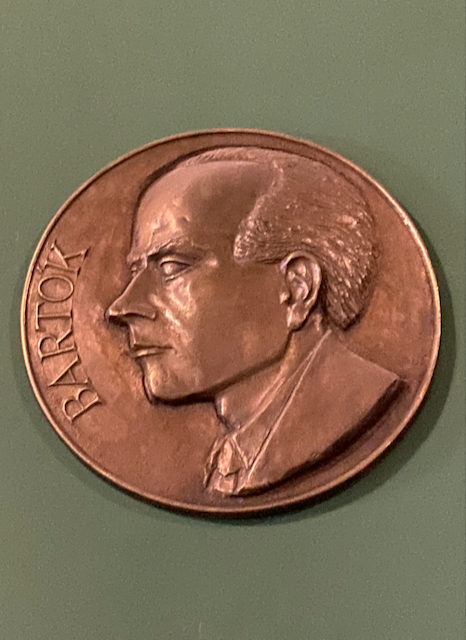
Relieful compozitorului Béla Bartók în Palatul Culturii